# Аралкум
Аралкум је пустиња у Азији, настала у делу басена Аралског језера који је пресушио, у Казахстану и Узбекистану. Захвата површину од око 50.000 km². Према типу подлоге спада у заслањене песковите пустиње.
- Ширење Аралкума